# Dipropus schwarzi
Dipropus schwarzi – gatunek chrząszcza z rodziny sprężykowatych i podrodziny Elaterinae.
Chrząszcz ten mierzy od 8 do 9 mm długości.
Zabarwienie owada jest czerwonobrązowym, na tle którego wyróżniają się jaśniejsze czułki i odnóża. Ciało chrząszcza porasta owłosienie długie i umiarkowanie gęste, o barwie żółtawej, sprawiające wrażenie najeżonego.
Cechuje się on łódkowatym, szerszym, niż dłuższym czołem, na przedzie spłaszczonym. Jego wydatny przedni brzeg jest prosty. Czoło pokrywa szorstka i gęsta punktuacja. Czułki wykazują ząbkowanie, wyróżnia się w nich 11 segmentów. Podstawa nie dorównuje długością oku. Drugi segment ma kształt okrągły, a trzeci natomiast trójkątny, podobnie jak czwarty. Te dwa antennomery łączy również długość. Ostatni jest zwężony u czubka. Górna warga ma kształt prawie eliptyczny, porastają ją długie szczecinki. Żuwaczki również posiadają szczecinki, tworzą one penicillius.
Pokrywy skrzydeł są wypukłe, zwężone w części dalszej.
Ostrogi na goleniach są długie, 2-3 segmenty pod nimi określa się jako blaszkowate. Scutellum jest pentagonalne z zaokrąglonym tylnym brzegiem.
Chrząszcz występuje w USA, a dokładniej na Florydzie.